# بييفي ديل كايرو (بافيا)
بييفي ديل كايرو (بالإيطالية: Pieve del Cairo)‏ هي بلدة تقع في مقاطعة بافيا بإقليم لومبارديا في شمال إيطاليا. تبلغ مساحة هذه المدينة 25.5 (كم²)، وترتفع عن سطح البحر 80 م، بلغ عدد سكانها 2179 نسمة في عام 2004 حسب إحصاء المعهد الوطني للإحصاء.

## السكان
في سنة 1861 بلغ عدد السكان 3٬778 نسمة، وتطور العدد ليصل في سنة 2011 لـ 2٬108 نسمة.
يظهر هذا المخطط البياني تطور النمو السكاني لـ بييفي ديل كايرو (بافيا)

## معرض صور

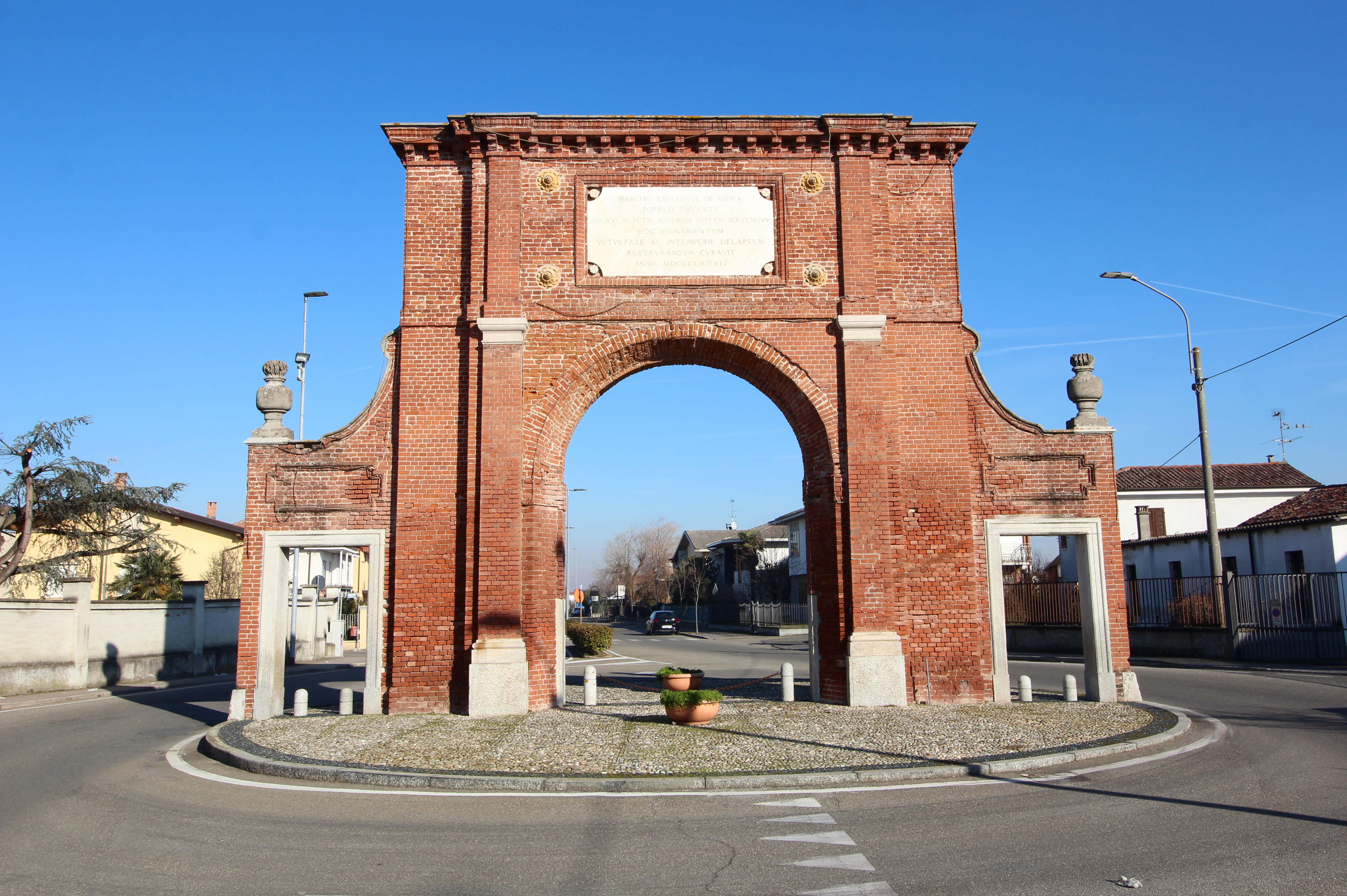
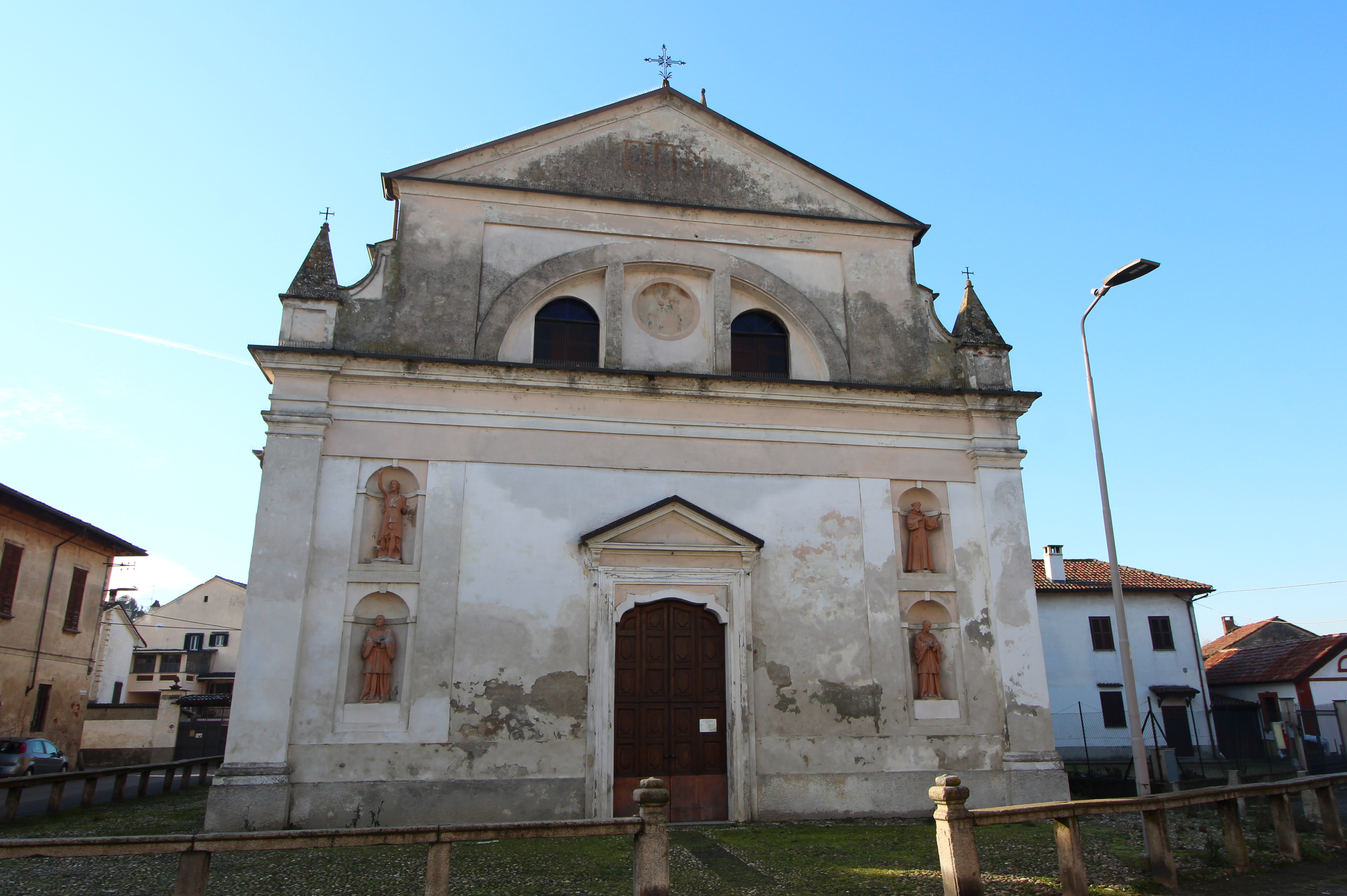
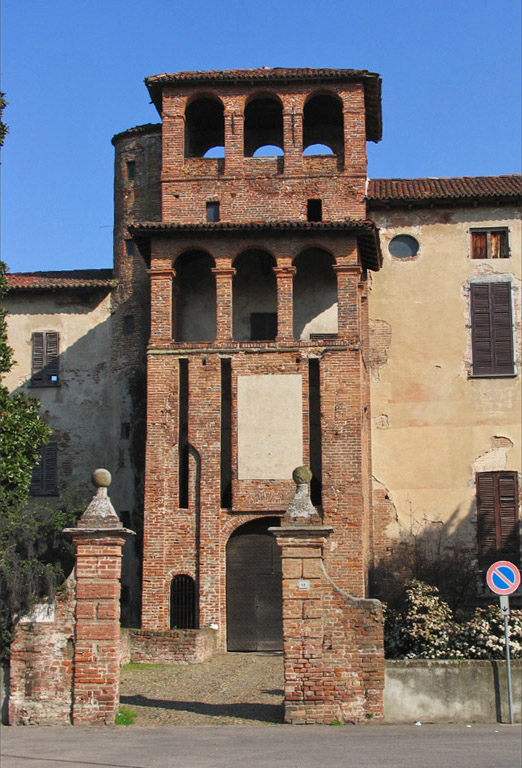
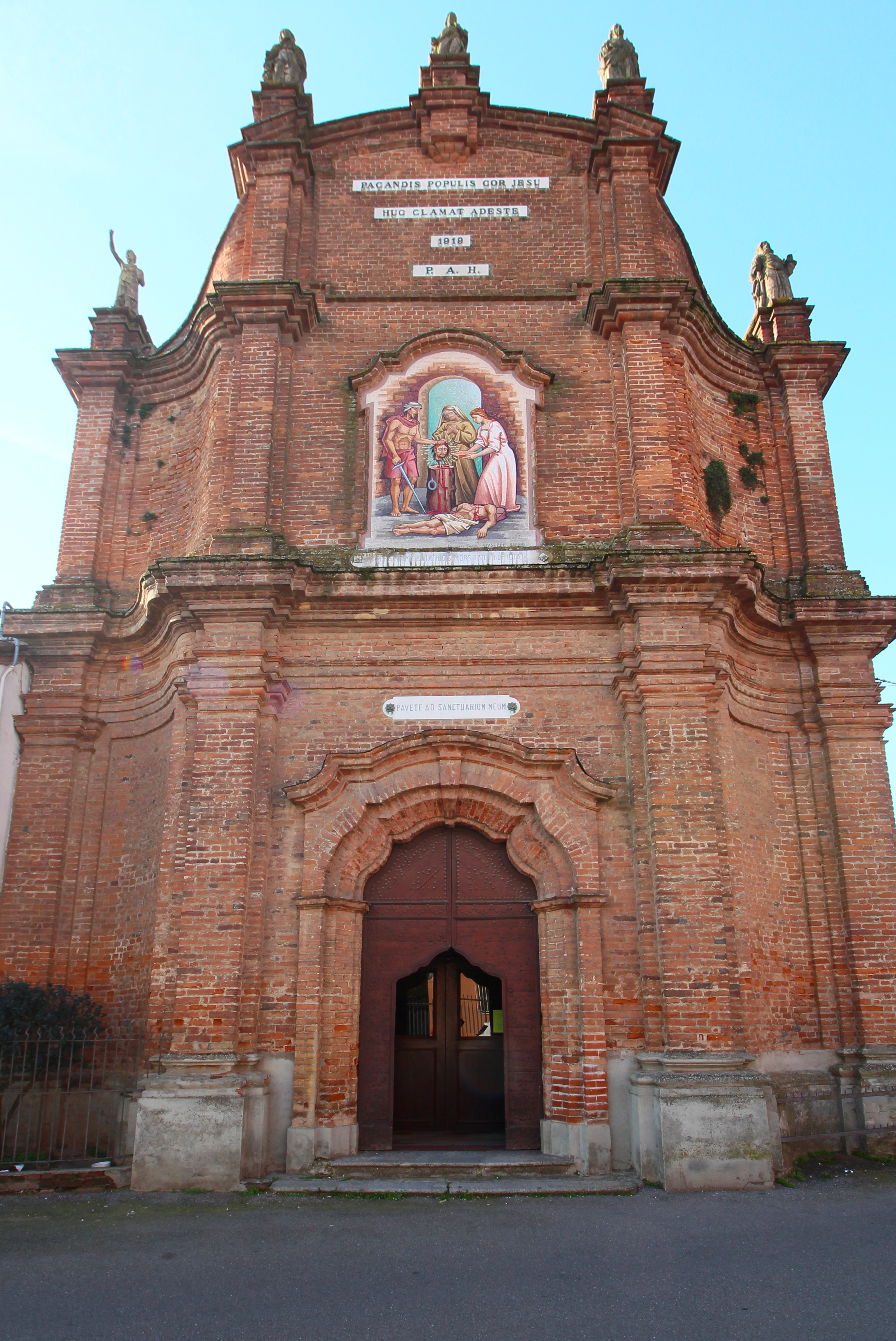
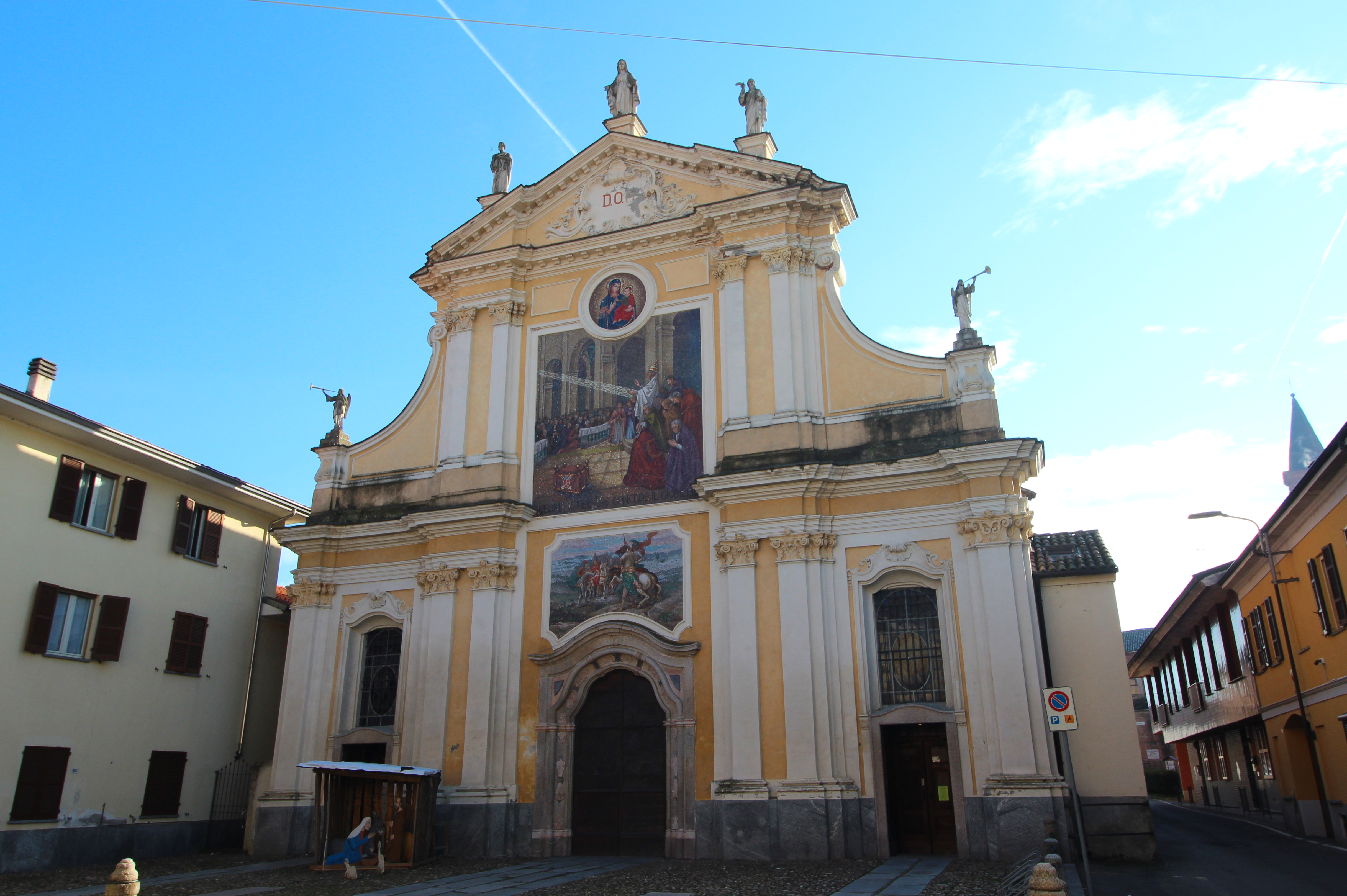